# Попов, Иннокентий Гаврилович
Иннокентий Гаврилович Попов (1919—1975) — советский учёный, кандидат исторических наук.

## Биография
Родился 26 декабря 1919 года во II Мельжахсинском наслеге Мегино-Кангаласского улуса.
Родители Иннокентия погибли в годы Гражданской войны в России, и он, как сирота, воспитывался в Якутском и Вилюйском детских домах.
В 1933 году стал членом ВЛКСМ, принимал участие в комсомольской работе. В 1935—1937 годах учился в Вилюйском педагогическом техникуме, одновременно работая воспитателем в детском доме. В 1937—1938 годах работал архивариусом в партархиве при Якутском обкоме ВКП(б). Затем, за тягу и способности в музыке, Иннокентия Попова определили на работу музыковедом-методистом в республиканский дом художественного творчества. В июне 1939 года обком ВЛКСМ и Комитет по делам искусств Совнаркома Якутской АССР направили его на учёбу в Москву, где он по 1941 год учился в Московском музыкальном педагогическом училище имени Октябрьской революции (ныне Московский государственный институт музыки имени А. Г. Шнитке).
С началом Великой Отечественной войны записался добровольцем в Красную армию. Участвовал в обороне Москвы, воевал сначала в 3-й Московской коммунистической дивизии, затем на Северо-Западном фронте. В конце 1942 года, после тяжёлого ранения, потеряв кисть левой руки, был демобилизован. 
Вернулся в Москву и с ноября 1942 по август 1945 года учился в Московском государственном университете на историческом факультете. Успешно окончив университет, был оставлен в аспирантуре на кафедре марксизма-ленинизма. В 1950 году защитил диссертацию на соискание ученой степени кандидата исторических наук на тему «Борьба московских большевиков за восстановление социалистической промышленности столицы (1923—1925 гг.)». Член ВКП(б)/КПСС с 1946 года.
С 1950 года И. Г. Попов работал в Якутском педагогическом институте преподавателем основ марксизма-ленинизма. С 1954 года — заведующий кафедрой марксизма-ленинизма. В 1956—1957 годах — доцент кафедры марксизма-ленинизма Якутского государственного университета. Оба вуза в настоящее время являются одним Северо-Восточным федеральным университетом имени М. К. Аммосова. С сентября 1959 по октябрь 1973 года Иннокентий Гаврилович был ректором университета.
Занимался общественной деятельностью: был депутатом Верховного Совета Якутской АССР V, VI, VII и VIII созывов от Вилюйского избирательного округа Вилюйского района. Некоторое время являлся заместителем председателя Президиума Верховного ЯАССР. Неоднократно избирался членом Якутского обкома КПСС, где был заведующим отделом науки и школ. Был председателем якутского Комитета защиты мира.
Умер 26 сентября 1975 года.
Награждён орденами Красной Звезды, Трудового Красного Знамени и «Знак Почета», а также медалями, в числе которых «За оборону Москвы» и «За победу над Германией в Великой Отечественной войне 1941—1945 гг.».
С 26 декабря 2019 года по 2 января 2020 года в Национальной библиотеке Республики Саха (Якутия) проходила выставка «Иннокентий Попов», приурочена к 100-летию со дня его рождения.